# Sophie Lewis (Radsportlerin)
Sophie Lewis (* 17. Juni 2002) ist eine britische Radrennfahrerin, die auf Bahn und Straße aktiv ist.

## Sportlicher Werdegang
Im Alter von zehn Jahren begann Sophie Lewis mit dem Radrennsport, betrachtete dies aber zunächst weiterhin als Hobby, das sie an Wochenenden gemeinsam mit Freunden betrieb. 2017 wurde sie britische Jugend-Meisterin im Scratch und 2018 mit Emma Finucane im Zweier-Mannschaftsfahren.
2018 startete Lewis bei den Junioren-Bahneuropameisterschaften in Gent: Sie wurde mit Elynor Bäckstedt Europameisterin im Zweier-Mannschaftsfahren und errang mit Bäckstedt, Ella Barnwell, Eluned King und Amelia Sharpe Silber in der Mannschaftsverfolgung. Bei den Junioren-Weltmeisterschaften 2019 in Frankfurt (Oder) belegte sie mit Bäckstedt im Zweier-Mannschaftsfahren Platz zwei und mit Bäckstedt, King und Barnwell in der Mannschaftsverfolgung Platz drei. 2021 belegte der britische U23-Vierer bei den U23-Europameisterschaften in Apeldoorn mit Lewis, Abi Smith, Ella Barnwell und Eluned King Rang zwei.
2022 wurde Sophie Lewis britische Meisterin der Elite im Omnium. Bei den U23-Europameisterschaften 2022 wurde sie Zweite im Ausscheidungsfahren und bei den Commonwealth Games im selben Jahr errang sie (mit Josie Knight, Madelaine Leech und Laura Kenny) die Bronzemedaille in der Mannschaftsverfolgung.

## Erfolge
2017
- Britische Jugend-Meisterin – Scratch

2018
- Britische Jugend-Meisterin – Zweier-Mannschaftsfahren (mit Emma Finucane)

2019
- Junioren-Europameisterin – Zweier-Mannschaftsfahren (mit Elynor Bäckstedt)
- Junioren-Europameisterschaft – Mannschaftsverfolgung (mit Elynor Bäckstedt, Ella Barnwell, Eluned King und Amelia Sharpe)
- Junioren-Weltmeisterschaft – Zweier-Mannschaftsfahren (mit Elynor Bäckstedt)
- Junioren-Weltmeisterschaft – Mannschaftsverfolgung (mit Elynor Bäckstedt, Eluned King und Ella Barnwell)

2021
- U23-Europameisterschaft – Mannschaftsverfolgung (mit Abi Smith, Ella Barnwell und Eluned King)

2022
- Britische Meisterin – Omnium
- U23-Europameisterschaft – Ausscheidungsfahren, Zweier-Mannschaftsfahren (mit Eluned King), Mannschaftsverfolgung (mit Eluned King, Ella Barnwell und Kate Richardson)
- Commonwealth Games – Mannschaftsverfolgung (mit Josie Knight, Madelaine Leech und Laura Kenny)
- Track Champions League – ein Einzelsieg

2023
- U23-Europameisterin – Zweier-Mannschaftsfahren (mit Madelaine Leech), Mannschaftsverfolgung (mit Madelaine Leech, Grace Lister und Kate Richardson)

2024
- U23-Europameisterin – Ausscheidungsfahren, Mannschaftsverfolgung (mit Madelaine Leech, Grace Lister und Isabel Sharp)

2025
- Europameisterschaft – Mannschaftsverfolgung (mit Madelaine Leech, Grace Lister, Anna Morris und Neah Evans)